# Мёрфи, Клейтон
Кле́йтон Мёрфи (англ. Clayton Murphy; род. 26 февраля 1995, Гринвилл, Огайо, США) — американский легкоатлет, специализирующийся в беге на 800 метров. Бронзовый призёр Олимпийских игр 2016 года. Победитель Панамериканских игр (2015). Чемпион США.

## Биография
Детство провёл на семейной ферме в Нью-Парисе, штат Огайо, помогая родителям выращивать свиней и продавать их на сельскохозяйственных ярмарках. Занимался баскетболом и футболом, но в старшей школе сделал выбор в пользу бега, чем сильно удивил своего отца. Тот считал, что в играх с мячом (прежде всего в баскетболе) сына ждёт большое будущее.
Он установил семь рекордов в своей родной школе, но на национальном уровне был лишь крепким середняком, имея в 17 лет результат 1.56 в беге на 800 метров. Однако Ли Лабади, тренер сборной Акронского университета, смог увидеть в нём потенциал ещё в конце 2011 года на обычном школьном кроссе. В 2013 году Клейтон появился в кампусе Акрона в качестве студента, и они с Ли начали работать вместе.
Постепенно улучшая результаты, занимая призовые места на студенческих соревнованиях, Мёрфи постепенно дошёл до четвёртого места на чемпионате США 2015 года. Это было серьёзное достижение для 20-летнего бегуна, но продолжение сезона было не менее успешным. На Панамериканских играх в Торонто он стал чемпионом. В упорном противостоянии на финишной прямой был обыгран сильный колумбиец Рафит Родригес. Участвовал в чемпионате мира, где дошёл до полуфинала.
В июне 2016 года подписал профессиональный контракт с Nike. Пытался отобраться на Олимпийские игры в беге на 1500 метров, но несколько раз ему не хватало совсем чуть-чуть, чтобы выполнить норматив (3.36,23 вместо нужных 3.36,00). Тогда они с Лабади решили переключиться на 800 метров. И эта ставка сыграла. Клейтон сенсационно выиграл американский отбор с личным рекордом 1.44,76.
В финале Олимпийских игр 2016 года он сбросил с этого времени почти 2 секунды (1.42,93) и стал бронзовым призёром.

## Основные результаты
| Год  | Турнир               | Место проведения         | Дисциплина | Место      | Результат |
| ---- | -------------------- | ------------------------ | ---------- | ---------- | --------- |
| 2015 | Панамериканские игры | Торонто, Канада          | 800 м      | 1-е        | 1.47,19   |
| 2015 | Чемпионат мира       | Пекин, Китай             | 800 м      | 12-е (1/2) | 1.46,28   |
| 2016 | Олимпийские игры     | Рио-де-Жанейро, Бразилия | 800 м      | 3-е        | 1.42,93   |